# Castions di Strada
Castions di Strada es una localidad y comune italiana de la provincia de Udine, región de Friuli-Venecia Julia, con 3.858 habitantes.

## Evolución demográfica
| Gráfica de evolución demográfica de Castions di Strada entre 1861 y 2001 |
|                                                                          |
| Fuente ISTAT - elaboración gráfica de Wikipedia                          |